# Tamsica floricolens
Tamsica floricolens är en fjärilsart som beskrevs av Butler 1883. Tamsica floricolens ingår i släktet Tamsica och familjen Crambidae. Inga underarter finns listade i Catalogue of Life.